# Bratešići
Bratešići (cyr. Братешићи) – wieś w Czarnogórze, w gminie Kotor. W 2011 roku liczyła 47 mieszkańców.